# Лосото, Елена Леонидовна
Лосото (Новицкая) Елена Леонидовна (20 апреля 1935, Новосибирск — 30 августа 2011, Москва) — советский журналист и писатель, постоянный автор и обозреватель "Комсомольской правды в 1965—1992 гг.

## Биография
Родилась в семье инженеров. В конце 1930-х годов её отец был незаслуженно репрессирован. Окончила журфак МГУ, работала корреспондентом в молодёжных газетах. С середины 60-х гг. печатается в «Комсомольской правде» и других центральных газетах.
Е. Л. Лосото в своих публикациях обличала безыдейность, мещанство, потребительство. Получила особенно широкую известность во время перестройки. На раннем этапе перестройки воспринималась в качестве одного из законодателей «идеологической моды», наряду с такими авторами, как Виталий Коротич и Бенедикт Сарнов, хотя позже их идейные пути разошлись. Выступала с консервативно-коммунистических позиций, в защиту ценностей советского общества (в том числе государственного атеизма), против возобновления религиозной и национальной жизни в СССР. В 1987 совершила поездку в Афганистан в качестве военного корреспондента (по итогам опубликована книга «Командировка на войну»). Автор ряда книг по актуальным проблемам общественной жизни позднесоветского периода. После завершения перестройки и распада СССР отошла от литературной и общественной жизни, однако вспоминается и цитируется современными авторами.

## Семья
Муж — Олег Павлович Лосото (1937—2005), журналист, работал в газете «Правда». Два сына.

## Произведения
- АРИСТОКРАТЫ ДУХА Газета «Комсомольская правда», 19 декабря 1985 года
- Рассуждая по совести. Наедине с самим собой. Молодая гвардия, 1985[6]
- Командировка на войну. Изд. «Книга», 1989[7]